# Ponte de São Gonçalo

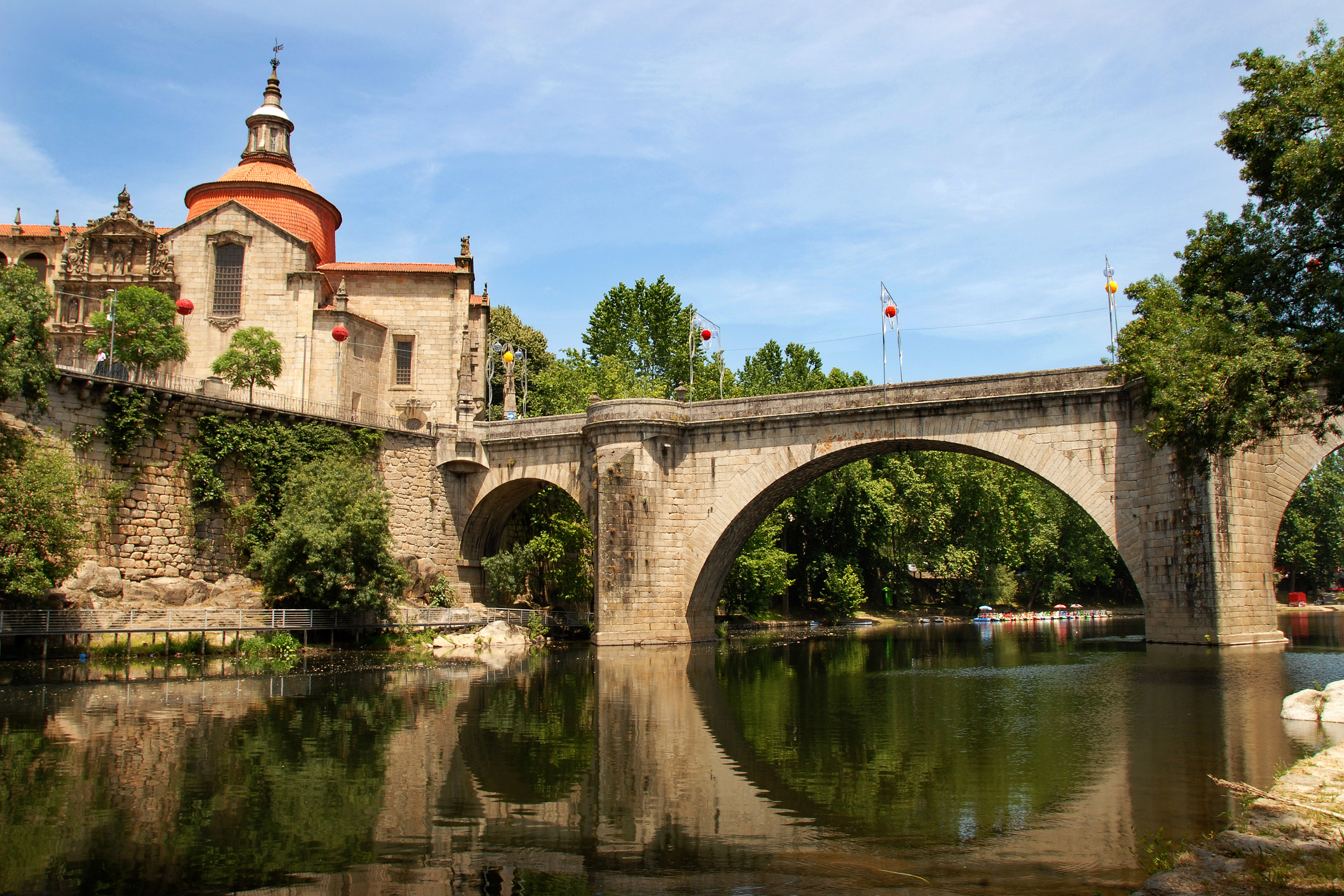
Ponte de São Gonçalo, Amarante. À direita, a Igreja e Convento de São Gonçalo.

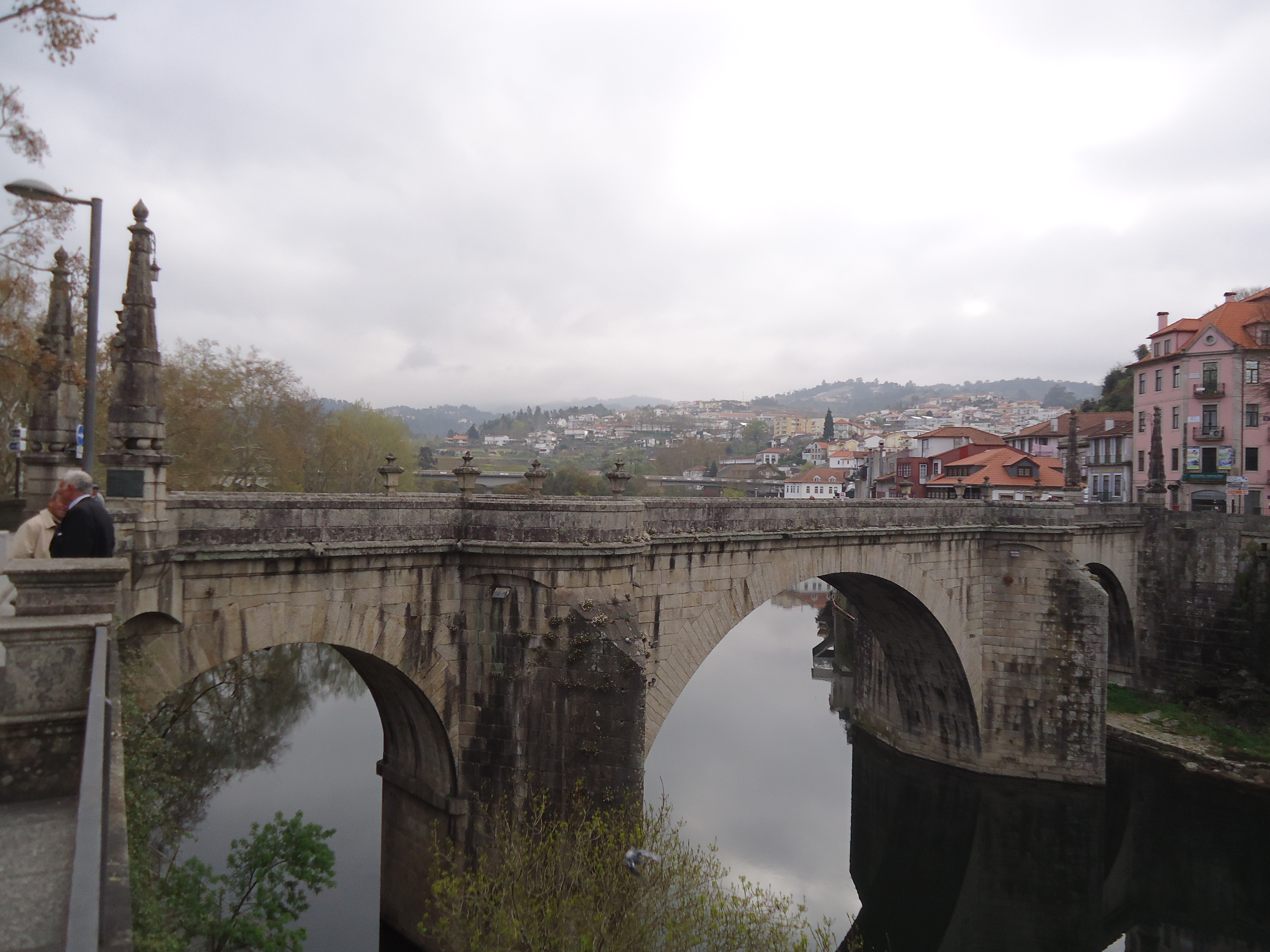
Ponte de São Gonçalo, Amarante.

A Ponte de São Gonçalo localiza-se sobre o rio Tâmega, na freguesia de União das Freguesias de Amarante (São Gonçalo), Madalena, Cepelos e Gatão, na cidade de Amarante, no distrito do Porto, em Portugal.
Em conjunto com a vizinha Igreja e Convento de São Gonçalo, representam os "ex libris" da cidade.
A Ponte de São Gonçalo encontra-se classificada como Monumento Nacional desde 1910.

## História
Acredita-se ter existido primitivamente neste local uma antiga ponte romana, dado ser este o traçado da estrada romana que passaria em Amarante, em direção a Guimarães e a Braga.
De acordo com a tradição local, por volta de 1250 o beato Gonçalo de Amarante terá construído ou reconstruído esta ponte, com os recursos oriundos de esmolas por ele obtidas na região.
Em 10 de fevereiro de 1763, essa ponte, onde a meio se erguia um cruzeiro, desmoronou devido a uma cheia excepcional do rio. O cruzeiro, ou Senhor da Boa Passagem, conseguiu ser retirado uma hora antes desse acontecimento e, mais tarde, foi colocado na janela de um recanto da Igreja e Convento de São Gonçalo, ficando a Mãe de Deus a proteger o trânsito. É a imagem da Senhora da Ponte.
Em 1782 foi iniciada a reconstrução da ponte com projeto de Carlos Amarante, vindo a ser aberta ao trânsito em 1790. No ano de 1791 foi completada com dois pares de coruchéus, dois adornos em forma de urna eleitoral e uma bancada em cada varandim.
No contexto da Guerra Peninsular (1807-1814), quando da Segunda Invasão Francesa a Portugal, foi palco, durante 14 dias em 1809, da heróica defesa da Ponte de Amarante, contra as tropas napoleónicas em retirada para Trás-os-Montes.

## Características
Exemplar de arquitetura civil, em estilos barroco e neoclássico.
Sobre três arcos desiguais, em que o central é maior, assenta o tabuleiro de perfil horizontal. O parapeito que resguarda o tabuleiro da ponte assenta numa cornija tubular e lavrada, de onde partem os pilares reforçados por contrafortes a montante e a jusante. Como coroamento superior dos contrafortes, abrem-se, no tabuleiro, quatro varandins semi-circulares, com bancadas de cantaria. Em cada topo, a ponte ostenta dois pares de coruchéus barrocos facetados e assentes em pequenas esferas.